# ران تامسیک
ران تامسیک (انگلیسی: Ron Tomsic؛ زادهٔ ۳ آوریل ۱۹۳۳) بازیکن بسکتبال اهل ایالات متحده آمریکا بود.
وی در مسابقات کشوری و بین‌المللی در مجموع برندهٔ ۱ مدال طلا شده‌است.